# 黄冈东站
黄冈东站位于中华人民共和国湖北省黄冈市黄州区路口镇新华村，是武黄城际铁路黄冈支线（武冈城际铁路）和黄黄高速铁路上的火车站，于2014年6月18日启用营运，由中国铁路武汉局集团武昌东车务段管辖。本站是武黄城际铁路黄冈支线上规模最大的一个站点。

## 歷史
- 2014年6月18日通车启用[3][4]。

## 外部連結
- 中国铁路客户服务中心 （页面存档备份，存于）